# Waar de worm niet sterft
Waar de worm niet sterft is een Nederlandse documentaire uit 1999 van Peter Gielissen. De NPS-documentaire werd voor het eerst uitgezonden op 11 oktober 1999 en probeerde een beeld te schetsen van het bevindelijk gereformeerde geloofsleven in het Betuwse dorp Opheusden. De titel van de documentaire is afkomstig uit de bijbeltekst Markus 9:43-48.
Daar de buitenkant van hoedjes en rokken wel bekend is bij de buitenwereld wilden de makers van het programma diepere vragen stellen: Wat beweegt deze mensen. Hoe is de sfeer van schuld en boete, van de wrekende God, het opspelende geweten, die ons allemaal beïnvloed heeft en die doorwerkt, ook als je er weg bent.
In Opheusden werd boos gereageerd op het eenzijdige beeld van een sombere gemeenschap dat in de documentaire werd geschetst.